# 陳守娘

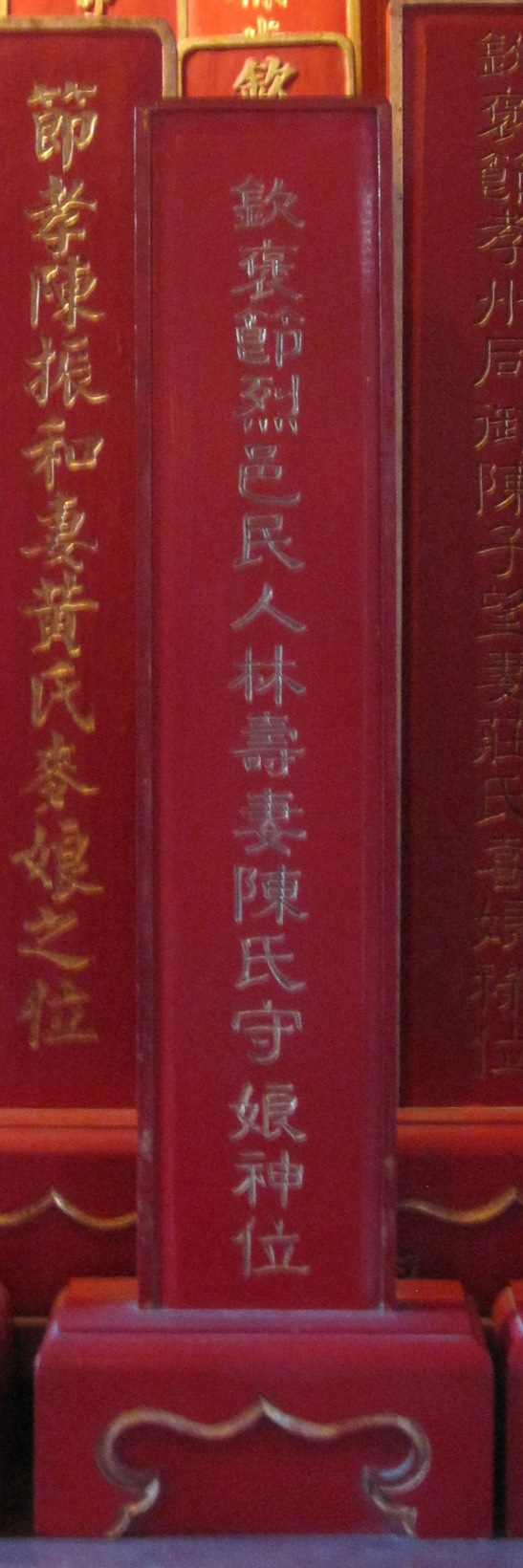
臺南孔廟節孝祠供奉的陳守娘牌位

陳守娘是清治道光年間臺灣府臺灣縣辜婦媽街人，鄉民林壽之妻（經廳口街今青年路164巷），為臺灣著名的枉死烈婦。守娘慘死又顯靈報冤的事件，日後與爲《林投姐》、《呂祖廟燒金》、《周成過臺灣》收錄於1972年連曉青主編的《臺灣四大奇案》。

## 簡介
守娘夫婿林壽死後，守娘矢志守節不嫁。而林壽的妹妹年輕貌美，則從事賣身。縣衙門的一位幕賓，看到守娘美麗而心動，以高價誘惑守娘的婆婆與小姑，要與守娘共度春宵。小姑貪圖這位幕賓多金，勸守娘賣身。守娘不願，婆婆、小姑就家暴守娘，想逼守娘就範，守娘寧死不屈，最後被婆婆與小姑用利器刺下體而死。
依臺灣喪葬禮儀，守娘的弟弟來封棺，卻發現守娘死狀悽慘，認為是被謀殺的，事跡敗露，鄉民將守娘葬於昭忠祠後山仔尾，並且憤而告官。縣令王廷幹包容幕賓，欲擺平此事，遭到憤怒的鄉民群聚抗議，以石塊圍擲，毀了縣令的轎子，縣令倉皇逃跑，事端激烈。臺灣府、道衙門震動，守娘的婆婆、小姑被判死刑（一說冤魂作祟而死），幕賓竟全身而退逃走。地方人士只好將陳守娘草葬於即今南門路長老教南門教會的昭忠祠側山仔尾。後傳出陳守娘顯靈扼死縣幕客，又大鬧縣署、於是民眾紛紛前往祭拜。
相良吉哉《臺南州祠廟名鑑》永華宮之記載有提到陳守娘的事情，並寫說當時因為陳守娘幽靈出現導致附近居民被嚇到，在祭祀廣澤尊王。之後才逐漸平靜下來。因此事使當地居民信奉廣澤尊王者日增，遂提議建廟，並在乾隆十五年（1750年）落成。但陳守娘之事是道光年間發生。
經德化堂觀音菩薩出面調節，陳守娘答應應准入節孝祠奉祀。
今日臺南孔廟節孝祠中仍有守娘的牌位，曰：「欽褒節烈邑民人林壽妻陳守娘神位」；而傳說辜婦媽廟同樣也有奉祀守娘的神像，但於2019年9月24日，辜婦媽廟管理委員會經由臉書發表聲明，辜婦媽廟內無供奉陳守娘之神像，目前確認陳守娘之神位供奉於台南孔廟。

## 其他
連橫《臺灣通史》記載陳守娘「臺灣府治經廳口人也，嫁張氏。夫死守節」。但根據孔廟牌位，應為林壽之妻。
2018年，台灣漫畫家小峱峱以此為本，出版漫畫《守娘》，並獲得第11屆金漫獎新人獎。